# Wilfredo Soleto
Wilfredo Soleto Vargas (Santa Cruz de la Sierra; 21 de febrero de 1996) es un futbolista boliviano que juega como defensa y su equipo actual es Independiente Petrolero de la Primera División de Bolivia.

## Clubes
| Club                    | País    | Año               |
| ----------------------- | ------- | ----------------- |
| Destroyers              | Bolivia | 2018              |
| Sport Boys Warnes       | Bolivia | 2019              |
| Oriente Petrolero       | Bolivia | 2020 - 2023       |
| Independiente Petrolero | Bolivia | 2024 - Actualidad |